# 岩国町
岩国町（いわくにちょう）は、山口県玖珂郡にあった町。現在の岩国市の中心部、岩徳線・西岩国駅の周辺にあたる。

## 地理
- 山岳：岩国山
- 河川：錦川

## 歴史
- 1889年（明治22年）4月1日 - 町村制の施行により、錦見村・岩国町の区域をもって岩国町（第1次）が発足。
- 1905年（明治38年）4月1日 - 横山村と合併し、改めて岩国町（第2次）が発足。
- 1940年（昭和15年）4月1日 - 麻里布町・川下村・愛宕村・灘村と合併して岩国市が発足。同日岩国町廃止。

## 交通

### 鉄道路線
- 鉄道省
  - 山陽本線（現・岩徳線）
    - 岩国駅（現・西岩国駅）

現在は旧村域に岩徳線・錦川鉄道錦川清流線の川西駅が所在するが、当時は未開業。

### 道路
- 国道2号

## 名所・旧跡・観光スポット・祭事・催事
- 岩国城
- 錦帯橋